# Regionální muzeum Stará zahrada (Ustroň)
Regionální muzeum Stará zahrada (polsky:Muzeum Regionalne „Stara Zagroda”) je soukromé muzeum v městě Ustroň v Polsku.
Dřevěný dům je zapsán v seznamu kulturních památek slezského vojvodství pod číslem A-381/80 z 25. května 1980. Je součástí Stezky dřevěné architektury v Slezském vojvodství.

## Popis
Privátní etnografické muzeum Stará zahrada vzniklo v roce 1998. Dřevěný dům představují chalupy z roku 1768. K rekonstrukci bylo využito původních zárubní a dvou stropů. V západní části stojí dřevěná stodola. Etnografické muzeum venku i uvnitř budov představuje sbírkové předměty související s kulturou a denním životem původních obyvatel Těšínska.

## Architektura
Chalupa je roubené konstrukce. Střecha je sedlová krytá dřevěným šindelem. Stavba představuje charakteristické dřevěné domy Těšínska zvláště v horských oblastech, které byly stavěny z borovicového nebo z jedlového dřeva, měly charakteristické malé okénka.